# Edyta Geppert
Edyta Geppert (Nowa Ruda, 27 novembre 1953) è una cantante polacca.

## Biografia
La Geppert è nata da padre polacco e madre ungherese. È sposata con Piotr Loretz. Hanno un figlio, Mieczysław (nato nel 1988).

## Discografia

### Album in studio
- 1986 – Och, życie kocham cię nad życie
- 1991 – Historie prawdziwe
- 1992 – Follow The Call
- 1994 – Śpiewajmy
- 1997 – Pytania do księżyca
- 1998 – Pamiętnik, czyli kocham cię życie
- 1999 – Debiut
- 2002 – Wierzę piosence
- 2006 – Śpiewam życie (con i Kroke)
- 2011 – Święta z bajki

### Album dal vivo
- 1986 – Edyta Geppert Recital - Live
- 2006 – Moje królestwo (con Krzysztof Herdzin)

### Raccolte
- 2008 – Nic nie muszę - 25-lecie
- 2017 – The Best Of

## Riconoscimenti
- 1984 - Gran Premio al Festival Nazionale della Canzone Polacca a Opole per la canzone Jaka róża, taki cierń
- 1986 - Gran Premio al Festival Nazionale della Canzone Polacca a Opole per la canzone Och, życie, kocham cię nad życie
- 1995 - Gran Premio al Festival Nazionale della Canzone Polacca a Opole per la canzone Idź swoją drogą